# Don’t Let Me Get Me
Don’t Let Me Get Me (englisch für „Lass' mich mich nicht kriegen“) ist ein Lied der US-amerikanischen Sängerin Pink aus dem Jahr 2001.

## Entstehung und Veröffentlichung
Das Lied wurde von der Interpretin selbst zusammen mit Dallas Austin geschrieben beziehungsweise komponiert, wobei Austin auch als Produzent fungierte. Die Erstveröffentlichung erfolgte am 20. November 2001 als Teil von Pinks zweitem Studioalbum Missundaztood bei Arista Records. Am 1. April 2002 erschien Don’t Let Me Get Me als zweite Singleauskopplung aus dem Album.

## Inhalt
Der Song ist autobiografisch gehalten. Pink nimmt in dem Songtext Bezug auf ihre Jugend und den Beginn ihrer Karriere als Sängerin. Sie beschreibt, dass sie nie Erste im Sport wurde, das Team nie unterstützte und nie den Anordnungen folgte. Ihre Socken seien nie sauber gewesen, Lehrer verabredeten sich mit ihr und ihre Eltern hassten sie. Sie kämpfte jeden Tag einen Krieg gegen den Spiegel und sei für sich selbst eine Gefahr. Der Musikproduzent L.A. Reid sagte ihr, sie würde ein Popstar werden, wenn sie an sich alles ändern würde, was sie ausmache („L.A. told me / «You’ll be a pop star / All you have to change / Is everything you are.»“). Im Text heißt es, sie sei es leid, immer wieder mit Britney Spears verglichen zu werden, deren Schönheit nicht dem Image von ihr entspräche („Tired of being compared / To damn Britney Spears / She’s so pretty / That just ain’t me“). Anschließend bittet sie einen Arzt, ihr einen Tag im Lebens von jemand anderem zu verschreiben. Sie wolle nicht mehr ihr Freund sein, sondern jemand anders.

## Musikvideo
Das Musikvideo zur Single wurde 2001 unter der Regie von Dave Meyers realisiert.
Eine Szene des Musikvideos, in dem sich Pink mit einem Messer die Fingernägel reinigt, welches sie danach in ein Türblatt rammt, bevor sie an der Moore Highschool auf die Bühne geht, wurde in einer Version des Videos nachträglich gepixelt, um das Messer unkenntlich zu machen. Henry Keazor und Thorsten Wübbena glauben, der Grund dafür sei der Versuch, die Assoziation von Waffen (Messer) und Schule (Moore Highschool) in dem Musikvideo zu vermeiden.
Auf der Videoplattform YouTube wurde das Musikvideo im Oktober 2009 offiziell hochgeladen und über 120 Millionen Mal aufgerufen. Ein Making-of zum Video wurde auf MTV ausgestrahlt.

## Rezeption

### Rezensionen
Jason Thompson von Popmatters hält in seiner Rezension des Albums Missundaztood den Text von Don’t Let Me Get Me für den Versuch der Sängerin, sich von ihrem Image zu befreien.

### Chartplatzierungen
Don’t Let Me Get Me erreichte Top-10-Platzierungen in Deutschland, Österreich, der Schweiz, dem Vereinigten Königreich sowie in den Vereinigten Staaten. Darüber erreichte die Single die Spitzenposition in Neuseeland.
| ChartsChartplatzierungen       | Höchstplatzierung | Wochen |
| ------------------------------ | ----------------- | ------ |
| Deutschland (GfK)              | 10 (15 Wo.)       | 15     |
| Österreich (Ö3)                | 10 (23 Wo.)       | 23     |
| Schweiz (IFPI)                 | 10 (29 Wo.)       | 29     |
| Vereinigte Staaten (Billboard) | 8 (21 Wo.)        | 21     |
| Vereinigtes Königreich (OCC)   | 6 (13 Wo.)        | 13     |

| ChartsJahrescharts (2002)      | Platzierung |
| ------------------------------ | ----------- |
| Deutschland (GfK)              | 65          |
| Österreich (Ö3)                | 58          |
| Schweiz (IFPI)                 | 46          |
| Vereinigte Staaten (Billboard) | 36          |
| Vereinigtes Königreich (OCC)   | 83          |

### Auszeichnungen für Musikverkäufe
| Land/Region                  | Auszeichnungen für Musikverkäufe (Land/Region, Auszeichnung, Verkäufe) | Verkäufe |
| ---------------------------- | ---------------------------------------------------------------------- | -------- |
| Australien (ARIA)            | 2× Platin                                                              | 140.000  |
| Kanada (MC)                  | Gold                                                                   | 40.000   |
| Schweden (IFPI)              | Gold                                                                   | 15.000   |
| Vereinigte Staaten (RIAA)    | —                                                                      | 303.000  |
| Vereinigtes Königreich (BPI) | Gold                                                                   | 400.000  |
| Insgesamt                    | 3× Gold · 2× Platin ·                                                  | 898.000  |

Hauptartikel: Pink (Musikerin)/Auszeichnungen für Musikverkäufe